# Roberto Mosquera Zuñiga
Roberto Mosquera Zuñiga (San Alberto, Cesar, Colombia; 13 de abril de 1976) es un exfutbolista colombiano. Jugaba de portero y su último equipo fue el Atlético Bucaramanga de Colombia.

## Clubes
| Club                 | País     | Año       |
| -------------------- | -------- | --------- |
| Cúcuta Deportivo     | Colombia | 2005      |
| Águilas Doradas      | Colombia | 2006      |
| Pumas de Casanare    | Colombia | 2006      |
| Envigado F. C.       | Colombia | 2007-2009 |
| Águilas Doradas      | Colombia | 2010-2011 |
| Atlético Bucaramanga | Colombia | 2012      |

## Palmarés

### Campeonatos nacionales
| Título    | Club             | País     | Año  |
| --------- | ---------------- | -------- | ---- |
| Primera B | Cúcuta Deportivo | Colombia | 2005 |
| Primera B | Envigado F. C.   | Colombia | 2007 |
| Primera B | Águilas Doradas  | Colombia | 2010 |

- Datos: Q6109884